# Servizio sanitario della Calabria
     Cosenza
     Crotone
     Catanzaro
     Vibo Valentia
     Reggio Calabria

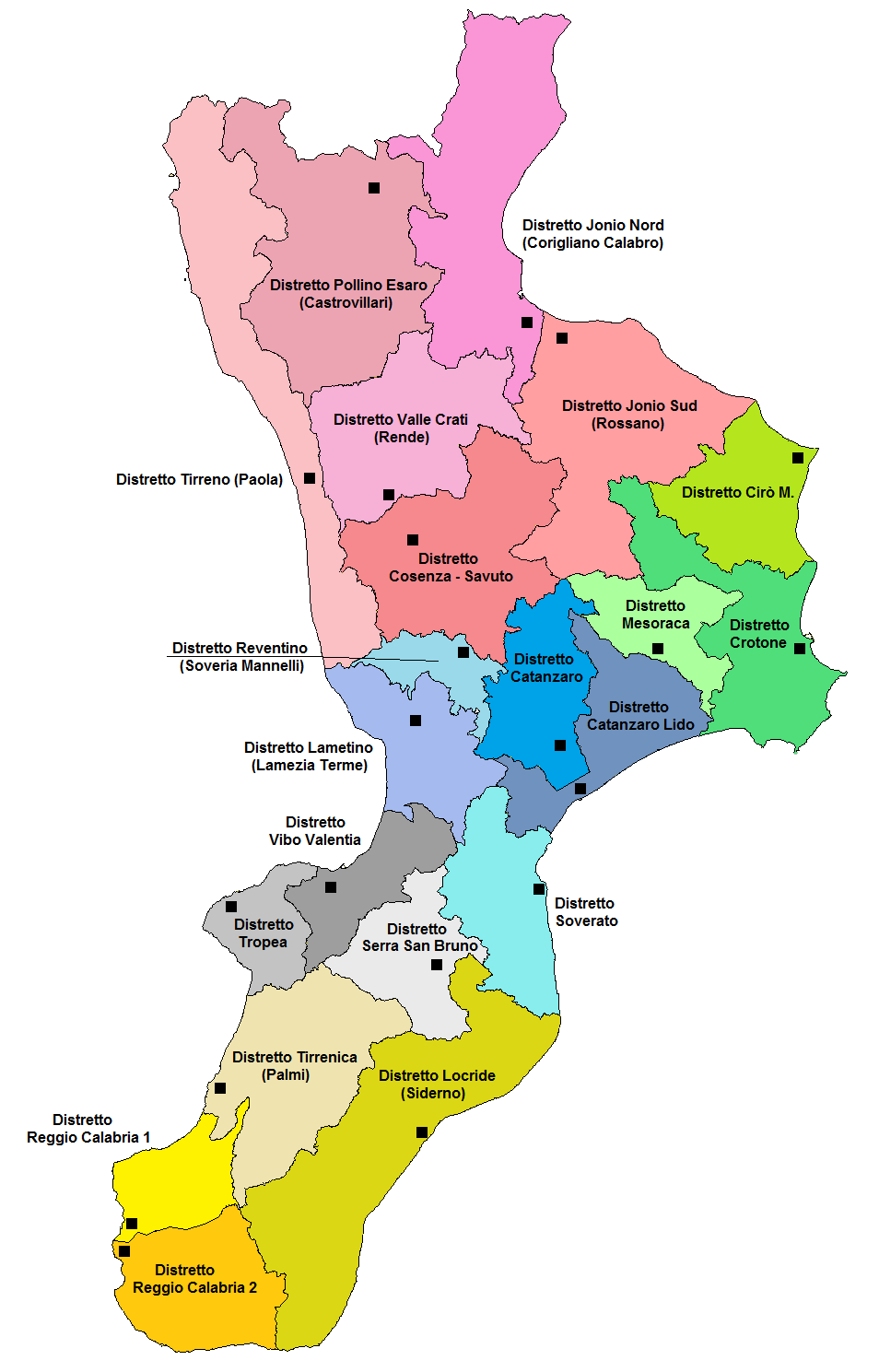
Mappa delle Aziende Sanitarie Provinciali e dei relativi Distretti Sanitari. Colori province:
Cosenza
Crotone
Catanzaro
Vibo Valentia
Reggio Calabria

Il servizio sanitario della Calabria è il servizio sanitario regionale della Regione Calabria.
Comprende cinque "aziende sanitarie provinciali" e tre "aziende ospedaliere". Ciascuna delle cinque ASP è a sua volta suddivisa in zone distretto. Tale organizzazione territoriale fu creata a seguito della Legge regionale n. 9 dell'11 maggio 2007, entrata in vigore il 1º gennaio 2012, che accorpò le 11 aziende sanitarie locali in cinque Aziende Sanitarie Provinciali. A coordinamento di tutte le strutture sanitaria è la cosiddetta "Azienda Zero".

## Storia

### 1970 - 2020
Con l'istituzione delle Regioni a statuto ordinario nel 1970, la legge del 1972 trasferì le competenze in materia di tutela della salute dallo Stato alle neocostituite Regioni. Venne così a delinearsi il Servizio sanitario regionale della Calabria.
Con l'istituzione nel 1978 del Servizio sanitario nazionale venne previsto di organizzare la sanità pubblica tramite un'articolazione territoriale in Unità sanitarie locali (USL), determinate dalle singole regioni. La Calabria recepì la riforma con la legge regionale n. 18 del 2 giugno 1980.
La Calabria si doterà di 31 Unità Sanitarie Locali, costituite per territori omogenei e numero di abitanti.
Il governo Nazionale per monitorale l'andamento delle prestazioni sanitarie delle regioni istituiscie con la Legge finanziaria del 1992 i LEA (Livelli Essenziali di Assistenza), obbligando le regioni a utilizzare i propri fondi al fine di garantire i livelli di assistenza.
Tra le novità introdotte le USL prendono piena autonomia aziendale, nel corso del tempo le 31 USL diventeranno 11 ASL e successivamente 5, una per ogni provincia.
Negli anni '90, la Calabria ha continuato a far fronte a un sistema sanitario regionale fragile, con ospedali spesso sottodimensionati e una carenza di servizi sul territorio. Inoltre, le problematiche legate alla gestione delle risorse, la corruzione e l'organizzazione inefficiente hanno ulteriormente complicato la situazione.
Negli anni '90, la Regione ha cominciato a riorganizzare le strutture sanitarie, cercando di migliorare l’efficienza e di affrontare la scarsità di personale qualificato. Tuttavia, il sistema rimase ancora gravemente indebitato, con il debito sanitario che aumentava.
Nel 2001, con il passaggio dal vecchio sistema basato sulla gestione centrale a quello delle Regioni, la Calabria ha dovuto fare i conti con la sfida di riformare il suo sistema sanitario regionale. La riforma ha introdotto una nuova organizzazione territoriale, ma anche in questo caso la regione ha faticato a implementare con successo le novità a causa delle difficoltà economiche e delle difficoltà nell’organizzare un sistema sanitario efficiente e capillare.
La sanità in Calabria è stata commissariata nel 2009 dal governo centrale, a causa della grave situazione di inefficienza, sprechi e disavanzo finanziario accumulato nel sistema sanitario regionale.
La decisione di commissariare la sanità calabrese è stata presa per cercare di risanare i conti e migliorare la gestione dei fondi pubblici destinati alla sanità. L'intervento del commissario straordinario è stato reso necessario anche dai risultati insoddisfacenti delle riforme sanitarie regionali e dalle difficoltà nell'assicurare servizi sanitari adeguati alla popolazione.
Il commissariamento ha comportato che, dal 2009, la gestione del sistema sanitario calabrese fosse affidata a un commissario straordinario nominato dal governo, il quale aveva poteri diretti su tutti gli aspetti della sanità regionale, incluse le nomine, la gestione delle risorse e la riorganizzazione della rete ospedaliera e territoriale.

### 2021 - oggi
Appena insediatosi come presidente della Regione Calabria, il 4 novembre 2021, Roberto Occhiuto, viene nominato, dal Consiglio dei Ministri, commissario straordinario per la Sanità della Regione Calabria, chiedendo carta bianca al governo sulla scelta degli esperti che lo affiancheranno.
Il commissario, attua una serie di riforme relative al miglioramento della sanità Calabrese,  emana attraverso la giunta Regionale la Legge regionale n. 32 del 15 dicembre 2021. Istituzione dell'ente di governance della sanità regionale calabrese denominato "Azienda per il governo della sanità della Regione Calabria - Azienda Zero., società individuata dalla Giunta regionale o dal Commissario ad acta per l'attuazione del Piano di rientro dal disavanzo del Servizio sanitario della Regione Calabria, tale società si occuperà di accentrare tutte le funzioni amministrative attualmente in capo alle ASL e alle aziende sanitarie, snellendo il processo burocratico.
il 16 dicembre 2021, con la Legge Regionale n.33 è stata regolamentata la fusione tra l' A.O.U. Mater Domini e dell 'A.O. Pugliese Ciaccio creando la nuova Azienda Ospedaliera Universitaria Renato Dulbecco di Catanzaro andando cosi a far nascere un Polo sanitario-universitario in collaborazione con l'Università degli Studi Magna Græcia di Catanzaro.
il 22 maggio 2022 il commissario Roberto Occhiuto nomina Giuseppe Profiti commissario straordinario di Azienda Zero  avviando le attività dell'azienda.
Dopo la pubblicazione di numerosi bandi di reclutamento del personale medico andati deserti per via della drammatica situazione in cui versa la sanità calabrese, il 17 agosto 2022,  per poter continuare le attività all'interno delle strutture sanitarie, Il presidente della Regione e commissario della sanità Roberto Occhiuto ha firmato un accordo con una società statale del Governo di Cuba per l’invio in Calabria di circa 500 medici. tale accordo è stato prorogato fino a dicembre 2027.
Nonostante i nuovi propositi il nuovo ente Azienda Zero non riesce ad avviare le attività, rimanendo di fatto fermo, il commissario, pertanto con decreto affida in via provvisoria le attività di gestione dei concorsi relativi al comparto sanitario all'ASL di Catanzaro
Si prevede che l'azienda sarebbe potuta entrare nella piena attività dal 1º gennaio 2024 , tale data verrà posticipata per via della prematura scomparsa del commissario straordinario Giuseppe Profiti 
Il 30 agosto 2023 viene presentato il Centro unico delle prenotazioni online per prestazioni sanitarie gestito a livello regionale - CUP, andando a sopprimere i vari CUP gestiti dalle varie ASL e aziende ospedaliere, fornendo un servizio più efficiente in funzione dell'abbattimento delle liste d'attesa.
il 31 ottobre 2023 viene implementare il parco mezzi del servizio di emergenza-urgenza presentando presso la cittadella Regionale le nuove ambulanze ed automediche dedicate al servizio di 118
Il 25 gennaio 2024 viene nomina Gandolfo Miserendino commissario straordinario di Azienda Zero  iniziando ad avviare l'azienda al suo pieno operato.
Il 5 marzo 2024 viene riorganizzato il servizio di Emergenza della regione, rendendo operativo il numero unico di emergenza urgenza europeo 112, inaugurando contestualmente la centrale operativa del Nue 112 e accentrando le centrali operative 118 preso la cittadella Regionale per la gestione del sud della regione e a Cosenza per la parte nord.
il 14 gennaio 2025 diventa una data storica per la sanità in Calabria, dopo 3 anni di lavoro intenso, dove vengono redatti i vari bilanci pendenti delle varie ASL e aziende Ospedaliere, mancanti da più di un decennio, viene approvato l'ultimo bilancio pendente relativo all'Azienda Sanitaria Provinciale di Reggio Calabria, ponendo fine alla storica tradizione della mancanza dei Bilanci delle aziende Sanitarie Calabresi 
il 4 febbraio 2025 viene istituito il servizio Caring nurse presso i pronto soccorso degli ospedali calabresi, tale servizio serve a favorire le comunicazioni fra l'ospedale e i parenti.
Il 7 marzo 2025 a seguito della richiesta del commissario Roberto Occhiuto il Governo nazionale ha dichiarato "Stato di emergenza della rete ospedaliera" per 12 mesi, con l'obiettivo di accelerare il processo di costruzione dei nuovi ospedali., lo stesso Occhiuto viene individuato dal capo della Protezione Civile Franco Gabrielli come Commissario Straordinario.
il 27 marzo 2025 vengono approvati i bilanci della Gestione sanitaria accentrata (GSA) dal 2015 al 2021, contribuendo ad un ulteriore passo verso la normalizzazione dei bilanci della sanità calabrese 
Il 30 giugno 2025, sulla scorta dei bilanci delle singole strutture sanitarie,  viene approvato il bilancio consolidato del servizio sanitario regionale, con tale bilancio si chiude la sfida della normalizzazione dei conti della sanità calabrese contribuendo ad andare verso l'uscita del commissariamento della sanità calabrese.

## Servizio di Elisoccorso
L'elisoccorso in Calabria ha una storia che si inserisce nell'ambito dei servizi di emergenza sanitaria, ed è strettamente legato all'evoluzione dei mezzi e delle tecnologie utilizzate per rispondere a situazioni di emergenza in zone difficilmente raggiungibili, come le montagne o le aree isolate della regione.

### Gli inizi
L'elisoccorso in Calabria ha preso piede negli anni '80, quando le prime esperimentazioni con i mezzi aerei per il soccorso sanitario iniziarono a svilupparsi in Italia. La Calabria, con la sua orografia montuosa e il difficile accesso a molte zone, richiedeva un intervento rapido e mirato per salvare vite umane, specialmente in caso di incidenti stradali, malori improvvisi o situazioni di emergenza nelle aree più isolate.

### Il servizio pubblico
Il servizio di elisoccorso vero e proprio, gestito dalla Regione Calabria in collaborazione con le forze sanitarie nazionali, ha iniziato a consolidarsi negli anni '90. L'introduzione dei mezzi aerei ha migliorato notevolmente i tempi di intervento, permettendo di raggiungere zone difficilmente accessibili con ambulanze o altri mezzi di trasporto. L'elisoccorso ha così acquisito una componente fondamentale nel sistema di pronto intervento.

### Evoluzione tecnologica e operativa
Con il passare degli anni, l'elisoccorso in Calabria ha visto un progressivo ammodernamento dei mezzi, con elicotteri più veloci, sicuri e dotati di attrezzature avanzate per il soccorso. L'elicottero, infatti, è in grado di intervenire in situazioni di emergenza con attrezzature mediche all'avanguardia, e spesso ha un medico a bordo, insieme a infermieri specializzati, per garantire le migliori cure durante il trasporto.
Oltre ai soccorsi sanitari, l'elisoccorso in Calabria è stato utilizzato anche per operazioni di ricerca e salvataggio, come quelle legate agli incidenti in montagna, negli sport estremi o in situazioni di calamità naturali, come frane e alluvioni.
Collaborazione con il sistema nazionale
L'elisoccorso in Calabria fa parte del sistema nazionale, coordinato dal Servizio Nazionale di Elisoccorso (SNE), che include anche l'intervento delle Forze Armate (come l'Aeronautica Militare e l'Esercito Italiano) e il supporto delle diverse organizzazioni di volontariato e protezione civile.
Nel 2014, la Calabria ha visto un potenziamento della rete di elisoccorso, con nuovi elicotteri e una maggiore coordinazione tra le diverse strutture coinvolte. Questo ha reso il servizio sempre più efficace, riducendo i tempi di intervento e aumentando il numero di vite salvate.

### Oggi
Attualmente, il servizio di elisoccorso in Calabria è operato in maniera integrata, con diverse basi dislocate nella regione, come quelle a Reggio Calabria, Lamezia Terme e Crotone, e un parco di elicotteri di ultima generazione. La collaborazione tra Regione, Forze Armate e altre istituzioni locali ha contribuito a rendere l'elisoccorso uno degli strumenti più importanti nella gestione delle emergenze.
In conclusione, l'elisoccorso in Calabria ha avuto un grande sviluppo, rispondendo alle particolari esigenze geografiche e sanitarie della regione. Grazie all'avanzamento delle tecnologie e alla continua collaborazione tra diversi enti, è oggi un servizio fondamentale per la sicurezza e la salute dei calabresi.

## Livelli Essenziali di Assistenza
Il Nuovo sistema di Garanzia per il. Monitoraggio dei LEA  è stato introdotto con il DM 12 marzo 2019 "Nuovo sistema di garanzia per il monitoraggio dell'assistenza sanitaria", pubblicato in G.U. il 14 giugno 2019, ed è operativo dal 1° gennaio 2020.
Di seguito vengono illustrati i risultati alla Regione per ogni singola annualità.
| Anno | Area Prevenzione | Area Distrettuale | Area Ospedaliera | Note         |
| ---- | ---------------- | ----------------- | ---------------- | ------------ |
| 2023 | 68               | 40                | 69               | Inadempiente |
| 2022 | 36,59            | 34,88             | 63,78            | Inadempiente |
| 2021 | 52,96            | 48,51             | 58,52            | Inadempiente |
| 2020 | 32,73            | 48,18             | 48,44            | Inadempiente |

Legenda
| > 60       | < 60         |
| ---------- | ------------ |
| Adempiente | Inadempiente |

Per poter essere Adempienti, tutti e tre i parametri devono essere superiore a 60.

## Aziende Sanitarie Provinciali
| Denominazione                                    | Distretti | Ospedali | Sito web |
| Azienda Sanitaria Provinciale di Catanzaro       | - Catanzaro - Catanzaro Lido - Lamezia Terme - Reventino (con sede a Soveria Mannelli) - Soverato | - "Ospedale Civile" Lamezia Terme - "Ospedale Civile" Soveria Mannelli - "Ospedale Civile" Soverato - "San Biagio" Chiaravalle Centrale (convertita in Casa della Salute) | Sito web |
| Azienda Sanitaria Provinciale di Cosenza         | Cosenza-Savuto\| - Jonio Nord (con sede a Trebisacce e Corigliano Calabro) - Jonio Sud (con sede a Rossano) - Pollino-Esaro (con sede a Castrovillari) - Tirreno (con sede a Paola) - Valle Crati (con sede a Rende) | - "Ospedale Civile" Castrovillari - "Ospedale Civile" Lungro - "Ospedale Civile" Mormanno - "Ospedale Civile" San Marco Argentano - "Nicola Giannettasio" Rossano - "Guido Campagna" Corigliano Calabro - "Ospedale Civile" Cariati - "Guido Chidichimo" Trebisacce - "San Francesco" Paola - "Ospedale Civile" Praia a Mare - "Ospedale Civile" Cetraro - "Ospedale Civile" San Giovanni in Fiore - "Beato Angelo" Acri | Sito web |
| Azienda Sanitaria Provinciale di Crotone         | - Crotone - Cirò Marina - Mesoraca - "San Giovanni di Dio" Crotone | Sito web |          |
| Azienda Sanitaria Provinciale di Vibo Valentia   | - Vibo Valentia - Serra San Bruno - Tropea | - "Ospedale Civile" Vibo Valentia - "Ospedale Civile" Serra San Bruno - "Ospedale Civile" Soriano Calabro - "Ospedale Civile" Tropea | Sito web |
| Azienda Sanitaria Provinciale di Reggio Calabria | - Reggio Calabria 1 - Reggio Calabria 2 - Tirrenica (con sede a Palmi) - Locride (con sede a Siderno) | - "Ospedale Civile Giovanni XXIII " Gioia Tauro - "Ospedale Unico della Locride" Locri - "Tiberio Evoli" Melito Porto Salvo - "Maria Pia di Savoia" Oppido Mamertina - "Francesco Pentimalli" Palmi - "Santa Maria degli Ungheresi" Polistena - "Scillesi d'America" Scilla - "Principessa di Piemonte" Taurianova | Sito web |

## Aziende ospedaliere

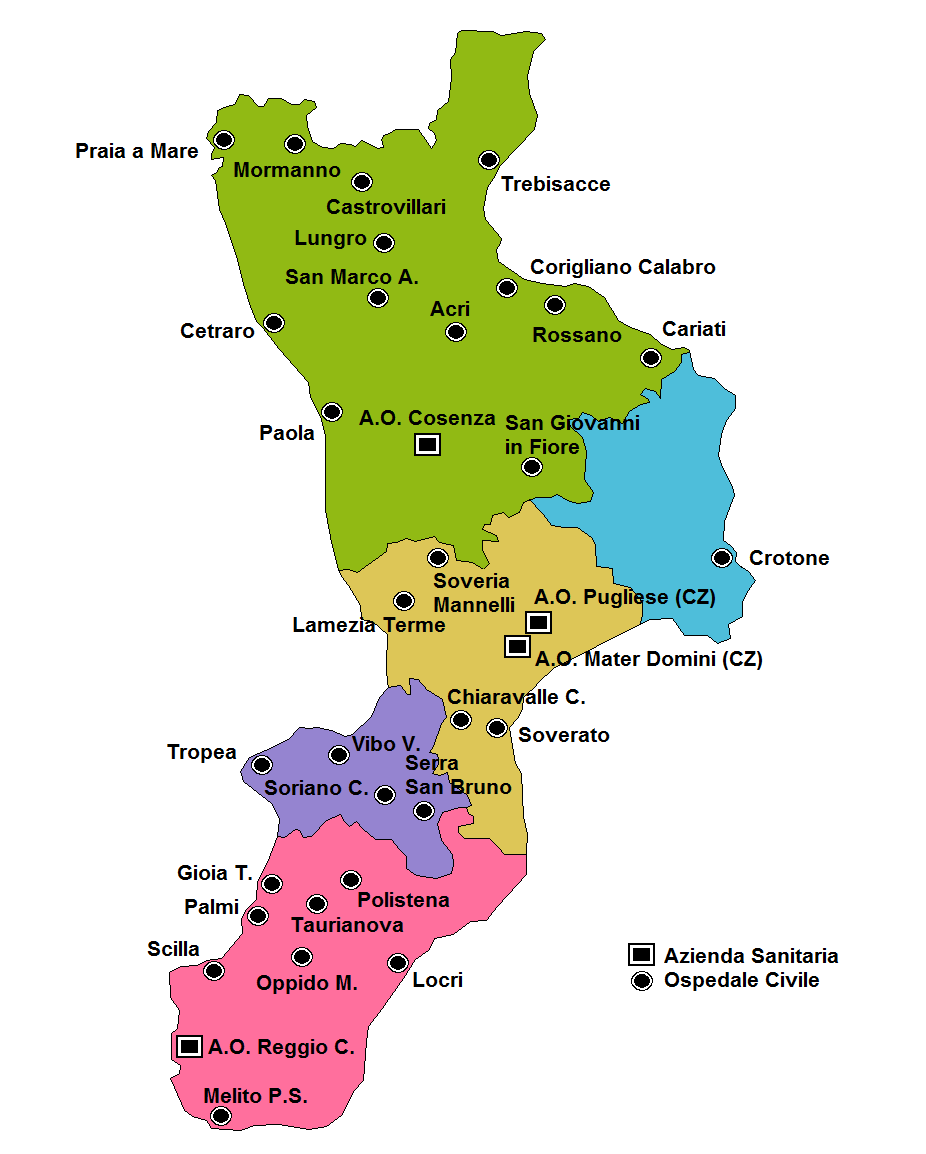
Mappa della Strutture sanitarie in Calabria dal 2012

| Denominazione | Sede            | Sito web |
| Azienda Ospedaliera "Pugliese-Ciaccio" (dal 2023 entra a far parte dell'Azienda Ospedaliero-Universitaria "Renato Dulbecco") | Catanzaro       | Sito web |
| Azienda Ospedaliera "Mater Domini" (dal 2023 entra a far parte dell'Azienda Ospedaliero-Universitaria "Renato Dulbecco")     | Catanzaro       | Sito web |
| Azienda Ospedaliera di Cosenza                                                                                               | Cosenza         | Sito web |
| Azienda Ospedaliera "Bianchi - Melacrino - Morelli" (Grande Ospedale Metropolitano)                                          | Reggio Calabria | Sito web |

## Assetto sanitario fino al 2011

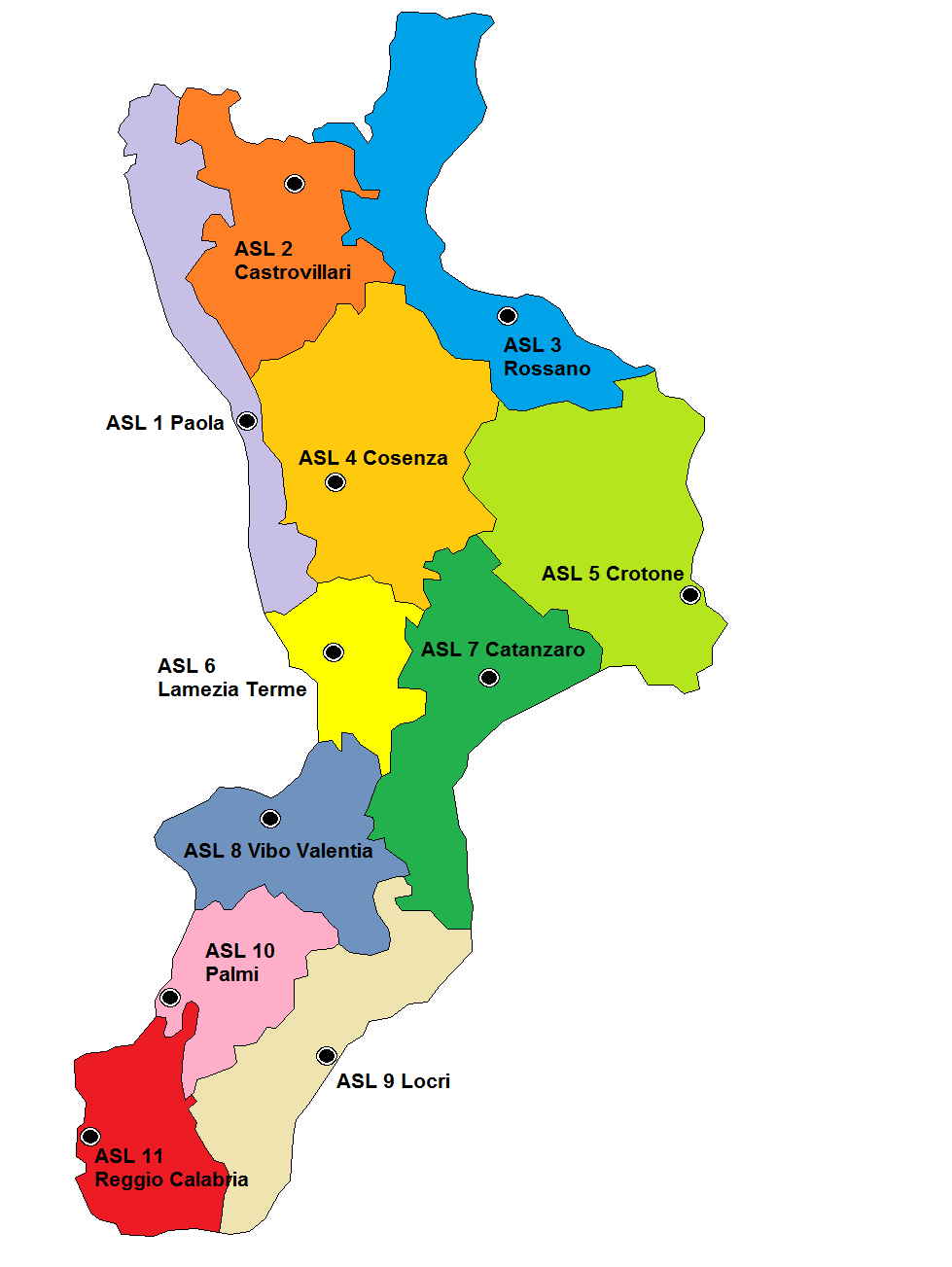
Mappa delle ASL fino al 2011

Fino alla suddetta Legge regionale dell'11 maggio 2007, entrata in vigore il 1º gennaio 2012, il territorio della regione era suddiviso in 11 "Aziende Sanitarie Locali":
- Azienda Sanitaria 1 Paola;
- Azienda Sanitaria 2 Castrovillari;
- Azienda Sanitaria 3 Rossano;
- Azienda Sanitaria 4 Cosenza;
- Azienda Sanitaria 5 Crotone;
- Azienda Sanitaria 6 Lamezia Terme;
- Azienda Sanitaria 7 Catanzaro;
- Azienda Sanitaria 8 Vibo Valentia;
- Azienda Sanitaria 9 Locri;
- Azienda Sanitaria 10 Palmi;
- Azienda Sanitaria 11 Reggio Calabria;